# Андрес Троцюк
Андреас Левко Троцюк (нар. 17 лютого 1963, м. Кармен-дель-Парана, департамент Ітапуа, Парагвай) — парагвайський бізнесмен українського походження, Почесний консул України в Парагваї.

## Біографія
Народився в сім'ї емігранта з України Константіно Троцюка — відомого парагвайського підприємця, найбільшого землевласника в країні.
Закінчив Національний університет у м. Асунсьйон за спеціальністю «Зовнішня торгівля». Є одним із найвпливовіших підприємців у Парагваї. Він — голова правління агропромислової фірми «Троцюк і компанія», власник торговельних компаній «Троцюк-Аргентина», «Троцюк-Бразилія», «Ексім-Фрам». Користується високим авторитетом як у ділових колах, так і в середовищі вищого парагвайського політичного керівництва.
У 2002 р. МЗС України призначило Андреаса Троцюка Почесним консулом України в Парагваї.

## Нагороди
- Орден князя Ярослава Мудрого V ступеня (23 серпня 2021) — за вагомий особистий внесок у розвиток міждержавного співробітництва, зміцнення міжнародного авторитету України, популяризацію її історико-культурної спадщини[2]